# Tüpfelnägel
Tüpfelnägel sind Strukturveränderungen der Nägel. Sie treten an Finger- und Zehennägeln auf und sind 1–2 mm große runde, ovale oder punktförmige Substanzdefekte durch eine Verhornungsstörung der Nagelmatrix, die in Form von Einsenkungen in der Nagelplatte auftreten und bei einem oder mehreren Nägeln auftreten können.
Synonyme: Grübchennägel; lateinisch Onychia punctata; Onychosis punctata; Onychosis multi- et micropunctata

## Ursachen
Ursachen können Wachstumsstörungen, Schuppenflechte (Psoriasis vulgaris), Alopecia areata, Ekzeme  und Medikamentennebenwirkungen sein, diese können idiopathisch oder symptomatisch mit der Grunderkrankung auftreten.

## Pathologie
Durch mangelhafte Keratinisierung brechen defekte Areale aus der Nagelmatrix heraus und hinterlassen grübchenförmige Einsenkungen.

## Behandlung
Eine Therapie ist neben der Behandlung der Grunderkrankung nicht erforderlich, jedoch können aus ästhetischen Gründen entsprechende Nagelgele verwendet werden, um das optische Erscheinungsbild zu verbessern.